# Anthelephila
Anthelephila es un género de coleópteros de la familia Anthicidae. El nombre científico de este género es el primero válidamente publicado por Hope en 1833. 

## Especies
Anthelephila contiene las siguientes especies:
- Anthelephila abditus (Kejval, 2000)
- Anthelephila alfierii (Pic, 1924)
- Anthelephila ancoriferra Telnov, 2003
- Anthelephila anderssoni (Bonadona, 1988)
- Anthelephila angolensis (Pic, 1931)
- Anthelephila anireinii (Pic, 1933)
- Anthelephila arunvallis (Kejval, 2000)
- Anthelephila backlundi (van Hille, 1989)
- Anthelephila barombiensis (van Hille, 1978)
- Anthelephila bechynei (van Hille, 1978)
- Anthelephila bejceki Kejval, 2002
- Anthelephila besucheti (Bonadona, 1989)
- Anthelephila bhutanensis (Pic, 1913)
- Anthelephila bidentatus (Uhmann, 1983)
- Anthelephila bifurcatus (Kejval, 2000)
- Anthelephila bimaculatipennis (Pic, 1939)
- Anthelephila biroensis (Pic, 1956)
- Anthelephila bonadonai (Kejval, 2000)
- Anthelephila boviei (Pic, 1947)
- Anthelephila braminus (Bonadona, 1964)
- Anthelephila brevenotatus (Pic, 1934)
- Anthelephila bukharensis (Kejval, 2000)
- Anthelephila burckhardti Telnov, 2003
- Anthelephila burgeoni (Pic, 1952)
- Anthelephila burmanus (Kejval, 2000)
- Anthelephila caeruleipennis LaFerté-Senéctère, 1847
- Anthelephila canaliculata LaFerté-Senéctère, 1849
- Anthelephila cantabubei (Bonadona, 1959)
- Anthelephila cavicollis Kejval, 2002
- Anthelephila celer (Kejval, 1999)
- Anthelephila cineracea Kejval, 2006
- Anthelephila cochleola Kejval, 2002
- Anthelephila coiffaitianus (Bonadona, 1984)
- Anthelephila condamini (Bonadona, 1969)
- Anthelephila congoanus (Uhmann, 1981)
- Anthelephila coniceps (Pic, 1914)
- Anthelephila cyanea Hope 1833
- Anthelephila cyanochrous (Nomura, 1962)
- Anthelephila danielssoni (van Hille, 1989)
- Anthelephila decellei (Bonadona, 1969)
- Anthelephila degener Kejval, 2006
- Anthelephila discolor (Kejval, 1999)
- Anthelephila doctus (Bonadona, 1981)
- Anthelephila fossicollis Kejval, 2002
- Anthelephila foutensis (van Hille, 1978)
- Anthelephila gandaki (Kejval, 2000)
- Anthelephila gardneri (Heberdey, 1934)
- Anthelephila gladia Telnov, 2003
- Anthelephila gladiatrix Kejval, 2002
- Anthelephila gorkha (Kejval, 2000)
- Anthelephila grabowskyanus (Kejval, 1999)
- Anthelephila hauseri Pic, 1897
- Anthelephila helferi (Kejval, 1999)
- Anthelephila hispanica Motschulsky, 1849
- Anthelephila horaki Kejval, 2006
- Anthelephila humeralis (Macleay, 1872)
- Anthelephila impexus (Bonadona, 1981:209)
- Anthelephila ionica LaFerté-Senéctère, 1849
- Anthelephila jaccoudi (Bonadona, 1989)
- Anthelephila jelineki (Kejval, 2000)
- Anthelephila kanheri Kejval, 2002
- Anthelephila kippenbergi (Uhmann, 1978)
- Anthelephila klapperichi (Uhmann, 1988)
- Anthelephila kumbaensis (van Hille, 1978)
- Anthelephila lamottei (Pic, 1958)
- Anthelephila laosensis (Kejval, 1999)
- Anthelephila latro LaFerté-Senéctère, 1849
- Anthelephila limaria Kejval, 2006
- Anthelephila lindbergi (Bonadona, 1960)
- Anthelephila linnavuorii (van Hille, 1977)
- Anthelephila lombokianus (Pic, 1913)
- Anthelephila longidentatus (Uhmann, 1995)
- Anthelephila macilentus (Bonadona, 1962)
- Anthelephila maigudensis (van Hille, 197)
- Anthelephila malaccanus (Pic, 1939)
- Anthelephila mediospinis (van Hille, 1978)
- Anthelephila medleri (Bonadona, 1984)
- Anthelephila menieri (Bonadona, 1984)
- Anthelephila mirabilis (Telnov, 1997)
- Anthelephila mulleri (Pic, 1954)
- Anthelephila multiformis Kejval, 2002
- Anthelephila nageli (Uhmann, 1990)
- Anthelephila nepalensis (Kejval, 2000)
- Anthelephila nigrorufa Kejval, 2002
- Anthelephila ninus LaFerté-Senéctère, 1849
- Anthelephila nothus (Bonadona, 1969)
- Anthelephila opiatus (Kejval, 1999)
- Anthelephila panelii (van Hille, 1977)
- Anthelephila pedestris (Rossi, 1790)
- Anthelephila penitus (Bonadona, 1979)
- Anthelephila peri (van Hille, 1985)
- Anthelephila persicus (Kejval, 2000)
- Anthelephila peterseni (Bonadona, 1981)
- Anthelephila philippinenis (Pic, 1914)
- Anthelephila picta Kejval, 2002
- Anthelephila pokharensis (Kejval, 2000)
- Anthelephila probsti (Kejval, 2000)
- Anthelephila propensus (Bonadona, 1984)
- Anthelephila pseudocorruscus (Kejval, 2000)
- Anthelephila pygmaea Telnov, 2003
- Anthelephila quadriguttatus (Philippi, 1864)
- Anthelephila raja Telnov, 2003
- Anthelephila renisus (Bonadona, 1981)
- Anthelephila roseleri (Pic, 1908)
- Anthelephila rouyeri (Pic, 1914)
- Anthelephila royi (Bonadona, 1969)
- Anthelephila rubidus (Reitter, 1878)
- Anthelephila schuelei (Uhmann, 1994)
- Anthelephila schuhi (Uhmann, 1994)
- Anthelephila siamensis Kejval, 2002
- Anthelephila similis (Krekich-Strassoldo, 1925)
- Anthelephila sinica Kejval, 2002
- Anthelephila solita Kejval, 2006
- Anthelephila songhoanus (Kejval, 1999)
- Anthelephila soror Kejval, 2002
- Anthelephila subfasciatus (Pic, 1923)
- Anthelephila sulcicollis (Pic, 1907)
- Anthelephila topali (Uhmann, 1983)
- Anthelephila toxopei (Krekich-Strassoldo, 1929)
- Anthelephila travancorensis (Pic, 1913)
- Anthelephila uhligi (Uhmann, 1995)
- Anthelephila uhmanni (Kejval, 2000)
- Anthelephila verutiventris (Bonadona, 1981)
- Anthelephila vethi (Pic, 1913)
- Anthelephila villiersi (Bonadona, 1969:326)
- Anthelephila volkonskyi (Pic, 1942)